# جون مكارثر جونيور
جون مكارثر جونيور (بالإنجليزية: John McArthur, Jr.)‏ هو مهندس معماري أمريكي، ولد في 13 مايو 1823، وتوفي في 8 يناير 1890.